# Бужорень (комуна, Вилча)
Бужорень, Бужорені (рум. Bujoreni) — комуна у повіті Вилча в Румунії. До складу комуни входять такі села (дані про населення за 2002 рік):
- Богденешть (591 особа)
- Бужорень (195 осіб)
- Гура-Веїй (1092 особи)
- Лунка (496 осіб)
- Малу-Алб (112 осіб)
- Малу-Виртоп (485 осіб)
- Олтень (923 особи)

Комуна розташована на відстані 157 км на північний захід від Бухареста, 4 км на північ від Римніку-Вилчі, 100 км на північний схід від Крайови, 113 км на південний захід від Брашова.

## Населення
За даними перепису населення 2002 року у комуні проживали 3894 особи.
Національний склад населення комуни:
| Національність | Кількість осіб | Відсоток |
| -------------- | -------------- | -------- |
| румуни         | 3811           | 97,9%    |
| цигани         | 80             | 2,1%     |
| угорці         | 1              | < 0,1%   |
| українці       | 1              | < 0,1%   |
| греки          | 1              | < 0,1%   |

Рідною мовою назвали:
| Мова      | Кількість осіб | Відсоток |
| --------- | -------------- | -------- |
| румунська | 3814           | 97,9%    |
| циганська | 77             | 2,0%     |
| угорська  | 1              | < 0,1%   |
| російська | 1              | < 0,1%   |
| грецька   | 1              | < 0,1%   |

Склад населення комуни за віросповіданням:
| Релігія        | Кількість осіб | Відсоток |
| -------------- | -------------- | -------- |
| православні    | 3870           | 99,4%    |
| адвентисти     | 12             | 0,3%     |
| греко-католики | 4              | 0,1%     |
| римо-католики  | 3              | 0,1%     |
| реформати      | 2              | 0,1%     |
| п'ятдесятники  | 2              | 0,1%     |
| баптисти       | 1              | < 0,1%   |

## Зовнішні посилання
- Дані про комуну Бужорень на сайті Ghidul Primăriilor [Архівовано 19 січня 2013 у Wayback Machine.]